# Stadion im. Shahina Haxhiislamiego
Stadion im. Shahina Haxhiislamiego (alb. Stadiumi Shahin Haxhiislami) – wielofunkcyjny stadion sportowy w Peciu w Kosowie. Wykorzystywany jest głównie do meczów piłki nożnej. Swoje mecze rozgrywają na nim drużyny KF Besa Peć i KF Shqiponja Peć. Obiekt może pomieścić 8500 widzów.